# Лакська Вікіпедія
Лакська Вікіпедія (лакськ. Лакку мазрал Википедия) — розділ Вікіпедії лакською мовою. Створена у 2006 році. Лакська Вікіпедія станом на 27 березня 2025 року містить 1264 статті, 9103 зареєстрованих користувачів, 15 активних дописувачів, 2 адміністраторів
. Загальна кількість сторінок в лакській Вікіпедії — 15 933, редагувань — 53 195, мультимедійні файли відсутні
. Глибина (рівень розвитку мовного розділу) лакської Вікіпедії дуже велика і становить аж 449.7 пунктів
. 

## Історія
- Грудень 2010 — створена 100-та стаття[3].
- Липень 2011 — створена 1 000-на стаття[3].